# HMS Barham (04)
HMS Barham (04) là một thiết giáp hạm thuộc lớp Queen Elizabeth của Hải quân Hoàng gia Anh. Được đưa vào hoạt động vào lúc Chiến tranh Thế giới thứ nhất bùng nổ, nó từng tham gia trận Jutland, và cuộc đời phục vụ của nó kéo dài đến tận Chiến tranh Thế giới thứ hai, khi nó bị tàu ngầm Đức U-331 đánh chìm tại Địa Trung Hải vào ngày 25 tháng 11 năm 1941.

## Thiết kế và chế tạo
Barham được đặt lườn tại xưởng đóng tàu của hãng John Brown & Company tại Clydebank vào ngày 24 tháng 2 năm 1913. Tên của nó được đặt theo Đô đốc Charles Middleton, Nam tước thứ nhất Barham, được hạ thủy vào ngày 31 tháng 10 năm 1914 và được đưa ra hoạt động vào ngày 19 tháng 10 năm 1915.

## Lịch sử hoạt động

### Chiến tranh Thế giới thứ nhất
Trong Chiến tranh Thế giới thứ nhất, Barham từng bị va chạm với chiếc tàu chị em Warspite vào năm 1915. Đến năm 1916, nó là soái hạm của Hải đội Thiết giáp hạm 5 thuộc quyền chỉ huy của Đô đốc Hugh Evan-Thomas, tạm thời phối thuộc vào Hạm đội Tàu chiến-Tuần dương của Đô đốc David Beatty trong trận Jutland, nơi nó bị bắn trúng 5 phát khiến 26 người chết và 46 người bị thương, và đã bắn tổng cộng 337 quả đạn pháo.

### Giữa hai cuộc thế chiến
Vào năm 1926 Barham và Ramillies được gửi đến sông Mersey để tiếp tế lương thực. Trong những năm giữa hai cuộc chiến, nó ít được hiện đại hóa nhất trong số các tàu chị em cùng lớp. Một trong những thuyền trưởng của nó trong giai đoạn này là Percy Noble.

### Chiến tranh Thế giới thứ hai
Trong Chiến tranh Thế giới thứ hai, Barham hoạt động tại Đại Tây Dương và Địa Trung Hải. Nó từng bị hư hại bởi ngư lôi phóng từ tàu ngầm vào tháng 12 năm 1939 ngoài biển phía Bắc quần đảo Anh Quốc.

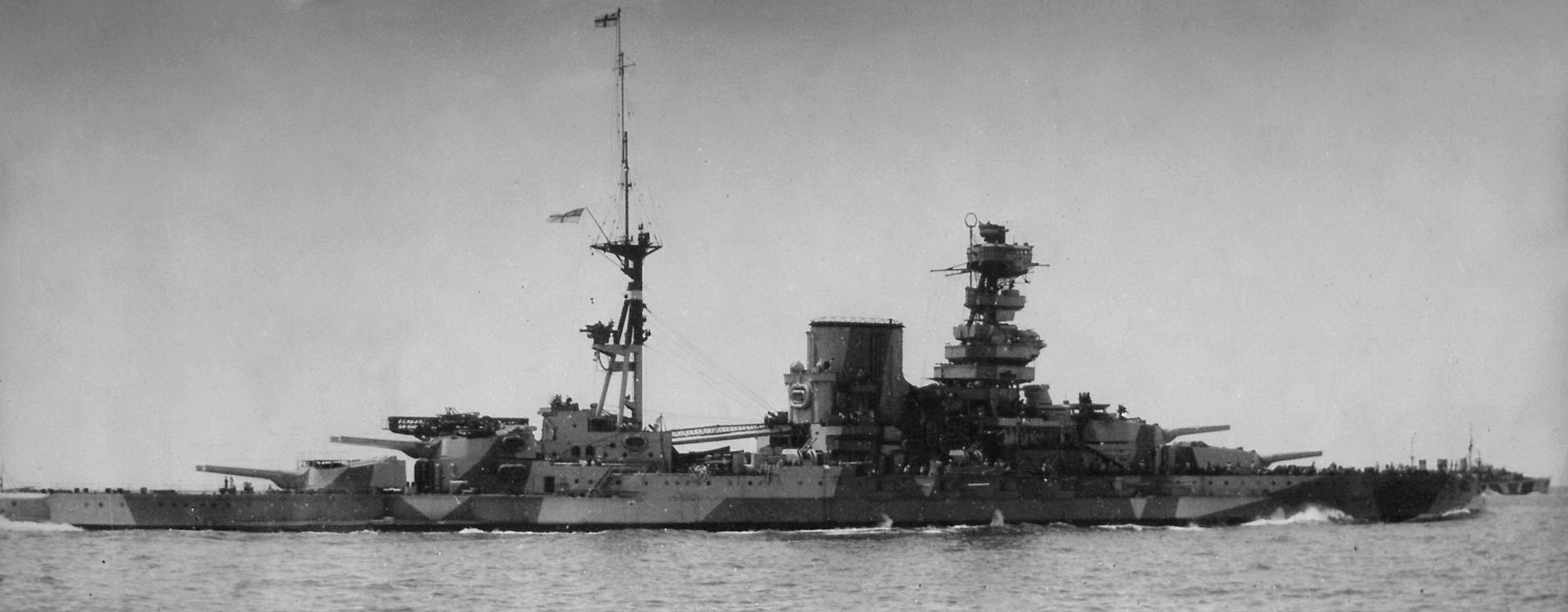
HMS Barham tại Địa Trung Hải.

Vào tháng 9 năm 1940, Barham tham gia chiến dịch Menace, cuộc tấn công hải quân lên Dakar thuộc Senegal chuẩn bị cho cuộc đổ bộ của Lực lượng Pháp Tự do, và đã đụng độ với chiếc thiết giáp hạm Pháp Richelieu. Vào ngày 25 tháng 9, Richelieu bắn trúng Barham một quả đạn pháo 380 mm, và tàu ngầm Pháp Bévéziers cũng bắn trúng HMS Resolution một quả ngư lôi cùng ngày hôm đó. Chiến dịch Menace bị hủy bỏ, và sau đó Barham gia nhập Lực lượng H tại Gibraltar, tham gia nhiều đoàn tàu vận tải đến Malta.
Đến cuối năm 1940, Barham gia nhập Hạm đội Địa Trung Hải, tham gia trận chiến mũi Matapan vào tháng 3 năm 1941 và bị hư hại do trúng bom ngoài khơi Crete trong tháng 5.
Ngày 21 tháng 4 năm 1941, dưới quyền chỉ huy của Đô đốc Andrew Cunningham, Barham cùng với các thiết giáp hạm chị em Warspite và Valiant, tàu tuần dương Gloucester cùng nhiều tàu khu trục đã tấn công cảng Tripoli.

### Bị đánh chìm

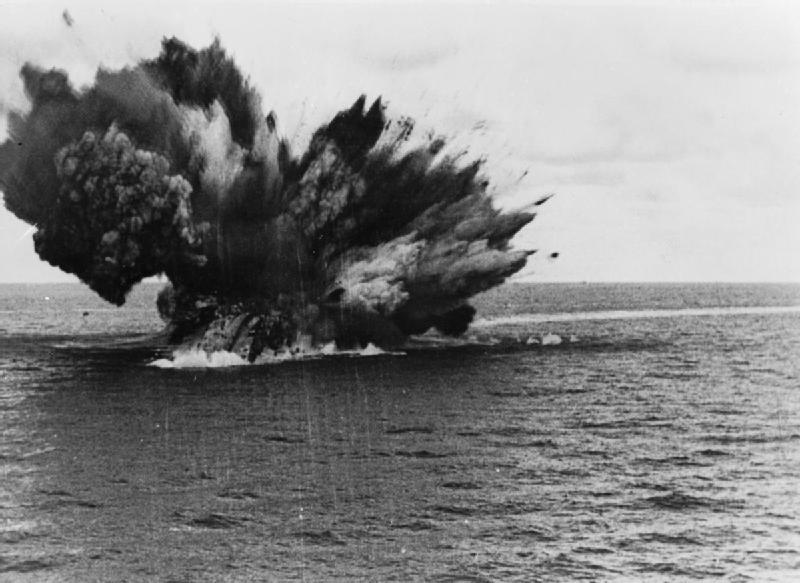
Hầm đạn chính của HMS Barham phát nổ, ngày 25 tháng 11 năm 1941.

Ngày 25 tháng 11 năm 1941, trong khi đang di chuyển để yểm trợ cho một cuộc tấn công nhắm vào các đoàn tàu vận tải Italy, Barham trúng phải ba ngư lôi phóng ra từ tàu ngầm Đức U-331 dưới quyền chỉ huy của Trung tá Hans-Dietrich von Tiesenhausen. Các quả ngư lôi được phóng chỉ từ khoảng cách 680 m (750 yard) nên không có đủ thời gian để lẩn tránh, và phát nổ liền nhau đến mức làm tung lên một cột nước khổng lồ. Khi con tàu bị nghiêng sang mạn trái, các hầm đạn của nó phát nổ, và con tàu nhanh chóng bị chìm ở tọa độ 32°34′B 26°24′Đ / 32,567°B 26,4°Đ với tổn thất hơn hai phần ba số thành viên thủy thủ đoàn.
Bộ Hải quân Anh lập tức được thông báo về việc chiếc thiết giáp hạm bị đánh chìm. Tuy nhiên, trong vòng vài giờ sau đó, họ cũng biết được là Bộ chỉ huy Tối cao Đức đã không biết được là Barham đã bị chìm. Nhận thức được một cơ hội đánh lừa người Đức, và cũng để bảo vệ tinh thần của người Anh, Bộ Hải quân kiểm duyệt mọi tin tức có liên quan đến việc Barham bị đánh chìm và tổn thất 861 thủy thủ Anh.
Sau một thời gian trì hoãn kéo dài nhiều tuần, Văn phòng Chiến tranh quyết định thông báo cho thân nhân của những người tử nạn trên chiếc Barham, nhưng họ bổ sung một yêu cầu đặc biệt về việc giữ bí mật. Những lá thư báo tử bao gồm một lưu ý về việc không được bàn luận về việc mất con tàu với mọi người ngoại trừ người rất thân thuộc, nhấn mạnh rằng "sự cần thiết phải giữ thông tin về sự kiện dẫn đến việc mất mát sinh mạng của người thân thiết không đến được kẻ thù cho đến khi tới thời điểm thích hợp để công bố chính thức..."
Đến cuối tháng 1 năm 1942, Bộ chỉ huy Tối cao Đức cũng biết được là Barham đã bị mất. Bộ Hải quân Anh thông tin cho báo chí vào ngày 27 tháng 1 năm 1942 và giải thích nguyên nhân đã giữ kín thông tin.
Ủy ban Điều tra của Hải quân Hoàng gia về việc chìm tàu đã đổ lỗi hầm đạn phát nổ là do việc kích nổ hàng loạt đạn phòng không 102 mm (4 inch) được chứa trong các lối đi ngay bên cạnh các hầm đạn, vốn đã làm phát nổ hầm đạn chính. Kinh nghiệm chịu đựng các đợt không kích kéo dài trong các hoạt động trước đó đã cho thấy trữ lượng đạn phòng không là không đủ, và vì thế đạn phòng không bổ sung được chất thêm tại bất cứ nơi nào thuận tiện.

## Văn hóa đại chúng
Sự kiện lúc Barham bị chìm đã được quay phim lại. Những thước phim bi thảm khi con tàu nghiêng qua mạn trái và vụ nổ hầm đạn sau đó được xem là một trong những hình ảnh biểu trưng gợi nhớ đến Thế Chiến II. Do cân nhắc đến ảnh hưởng tinh thần của cộng đồng, và cũng để bảo vệ cho gia đình những người thiệt mạng, Bộ Hải quân Hoàng gia Anh quyết định giữ bí mật cuốn phim cho đến khi chiến tranh kết thúc vào năm 1945.
Đoạn phim về chiếc tàu bị chìm đã được sử dụng nhiều lần như là phim tư liệu trong các phim tài liệu, và trong các bộ phim Earth vs. the Flying Saucers (khi nó được trình bày như một tàu khu trục Mỹ), Task Force (như một tàu sân bay Nhật) và The Battle of Okinawa (như chiếc thiết giáp hạm Yamato).